# Краљ (шах)
|   | a                             | b                             | c                             | d                             | e                             | f                             | g                             | h                             |   |
| 8 | e8 black king · e1 white king | e8 black king · e1 white king | e8 black king · e1 white king | e8 black king · e1 white king | e8 black king · e1 white king | e8 black king · e1 white king | e8 black king · e1 white king | e8 black king · e1 white king | 8 |
| 7 | e8 black king · e1 white king | e8 black king · e1 white king | e8 black king · e1 white king | e8 black king · e1 white king | e8 black king · e1 white king | e8 black king · e1 white king | e8 black king · e1 white king | e8 black king · e1 white king | 7 |
| 6 | e8 black king · e1 white king | e8 black king · e1 white king | e8 black king · e1 white king | e8 black king · e1 white king | e8 black king · e1 white king | e8 black king · e1 white king | e8 black king · e1 white king | e8 black king · e1 white king | 6 |
| 5 | e8 black king · e1 white king | e8 black king · e1 white king | e8 black king · e1 white king | e8 black king · e1 white king | e8 black king · e1 white king | e8 black king · e1 white king | e8 black king · e1 white king | e8 black king · e1 white king | 5 |
| 4 | e8 black king · e1 white king | e8 black king · e1 white king | e8 black king · e1 white king | e8 black king · e1 white king | e8 black king · e1 white king | e8 black king · e1 white king | e8 black king · e1 white king | e8 black king · e1 white king | 4 |
| 3 | e8 black king · e1 white king | e8 black king · e1 white king | e8 black king · e1 white king | e8 black king · e1 white king | e8 black king · e1 white king | e8 black king · e1 white king | e8 black king · e1 white king | e8 black king · e1 white king | 3 |
| 2 | e8 black king · e1 white king | e8 black king · e1 white king | e8 black king · e1 white king | e8 black king · e1 white king | e8 black king · e1 white king | e8 black king · e1 white king | e8 black king · e1 white king | e8 black king · e1 white king | 2 |
| 1 | e8 black king · e1 white king | e8 black king · e1 white king | e8 black king · e1 white king | e8 black king · e1 white king | e8 black king · e1 white king | e8 black king · e1 white king | e8 black king · e1 white king | e8 black king · e1 white king | 1 |
|   | a                             | b                             | c                             | d                             | e                             | f                             | g                             | h                             |   |

Краљ (♔,♚) је најважнија фигура у шаху. Циљ игре је угрозити туђег краља - када је краљ нападнут, и не може да побегне, та ситуација се зове шах-мат, и играч чији је краљ заробљен је изгубио партију.
У конвенционалној партији шаха, оба играча започињу игру са својим краљевима постављеним на пољу е, (између краљице и краљевог ловца). У алгебарској нотацији, бели краљ почиње са позиције е1 а црни краљ са позиције е8.
Краљева у за све време трајања партије на шаховској табли има два - један бели и један црни. 
Они стартују са поља супротне боје - бели краљ са црног поља, а црни краљ са белог поља.
|   | a | b | c | d | e | f | g | h |   |
| 8 | f8 black rook · c5 black cross · e5 black cross · d4 black king · e4 black cross · c3 black cross · d3 black cross · e3 black cross · g3 black cross · h3 black cross · a2 white bishop · g2 white king · h2 black cross · g1 black cross · h1 black cross | f8 black rook · c5 black cross · e5 black cross · d4 black king · e4 black cross · c3 black cross · d3 black cross · e3 black cross · g3 black cross · h3 black cross · a2 white bishop · g2 white king · h2 black cross · g1 black cross · h1 black cross | f8 black rook · c5 black cross · e5 black cross · d4 black king · e4 black cross · c3 black cross · d3 black cross · e3 black cross · g3 black cross · h3 black cross · a2 white bishop · g2 white king · h2 black cross · g1 black cross · h1 black cross | f8 black rook · c5 black cross · e5 black cross · d4 black king · e4 black cross · c3 black cross · d3 black cross · e3 black cross · g3 black cross · h3 black cross · a2 white bishop · g2 white king · h2 black cross · g1 black cross · h1 black cross | f8 black rook · c5 black cross · e5 black cross · d4 black king · e4 black cross · c3 black cross · d3 black cross · e3 black cross · g3 black cross · h3 black cross · a2 white bishop · g2 white king · h2 black cross · g1 black cross · h1 black cross | f8 black rook · c5 black cross · e5 black cross · d4 black king · e4 black cross · c3 black cross · d3 black cross · e3 black cross · g3 black cross · h3 black cross · a2 white bishop · g2 white king · h2 black cross · g1 black cross · h1 black cross | f8 black rook · c5 black cross · e5 black cross · d4 black king · e4 black cross · c3 black cross · d3 black cross · e3 black cross · g3 black cross · h3 black cross · a2 white bishop · g2 white king · h2 black cross · g1 black cross · h1 black cross | f8 black rook · c5 black cross · e5 black cross · d4 black king · e4 black cross · c3 black cross · d3 black cross · e3 black cross · g3 black cross · h3 black cross · a2 white bishop · g2 white king · h2 black cross · g1 black cross · h1 black cross | 8 |
| 7 | f8 black rook · c5 black cross · e5 black cross · d4 black king · e4 black cross · c3 black cross · d3 black cross · e3 black cross · g3 black cross · h3 black cross · a2 white bishop · g2 white king · h2 black cross · g1 black cross · h1 black cross | f8 black rook · c5 black cross · e5 black cross · d4 black king · e4 black cross · c3 black cross · d3 black cross · e3 black cross · g3 black cross · h3 black cross · a2 white bishop · g2 white king · h2 black cross · g1 black cross · h1 black cross | f8 black rook · c5 black cross · e5 black cross · d4 black king · e4 black cross · c3 black cross · d3 black cross · e3 black cross · g3 black cross · h3 black cross · a2 white bishop · g2 white king · h2 black cross · g1 black cross · h1 black cross | f8 black rook · c5 black cross · e5 black cross · d4 black king · e4 black cross · c3 black cross · d3 black cross · e3 black cross · g3 black cross · h3 black cross · a2 white bishop · g2 white king · h2 black cross · g1 black cross · h1 black cross | f8 black rook · c5 black cross · e5 black cross · d4 black king · e4 black cross · c3 black cross · d3 black cross · e3 black cross · g3 black cross · h3 black cross · a2 white bishop · g2 white king · h2 black cross · g1 black cross · h1 black cross | f8 black rook · c5 black cross · e5 black cross · d4 black king · e4 black cross · c3 black cross · d3 black cross · e3 black cross · g3 black cross · h3 black cross · a2 white bishop · g2 white king · h2 black cross · g1 black cross · h1 black cross | f8 black rook · c5 black cross · e5 black cross · d4 black king · e4 black cross · c3 black cross · d3 black cross · e3 black cross · g3 black cross · h3 black cross · a2 white bishop · g2 white king · h2 black cross · g1 black cross · h1 black cross | f8 black rook · c5 black cross · e5 black cross · d4 black king · e4 black cross · c3 black cross · d3 black cross · e3 black cross · g3 black cross · h3 black cross · a2 white bishop · g2 white king · h2 black cross · g1 black cross · h1 black cross | 7 |
| 6 | f8 black rook · c5 black cross · e5 black cross · d4 black king · e4 black cross · c3 black cross · d3 black cross · e3 black cross · g3 black cross · h3 black cross · a2 white bishop · g2 white king · h2 black cross · g1 black cross · h1 black cross | f8 black rook · c5 black cross · e5 black cross · d4 black king · e4 black cross · c3 black cross · d3 black cross · e3 black cross · g3 black cross · h3 black cross · a2 white bishop · g2 white king · h2 black cross · g1 black cross · h1 black cross | f8 black rook · c5 black cross · e5 black cross · d4 black king · e4 black cross · c3 black cross · d3 black cross · e3 black cross · g3 black cross · h3 black cross · a2 white bishop · g2 white king · h2 black cross · g1 black cross · h1 black cross | f8 black rook · c5 black cross · e5 black cross · d4 black king · e4 black cross · c3 black cross · d3 black cross · e3 black cross · g3 black cross · h3 black cross · a2 white bishop · g2 white king · h2 black cross · g1 black cross · h1 black cross | f8 black rook · c5 black cross · e5 black cross · d4 black king · e4 black cross · c3 black cross · d3 black cross · e3 black cross · g3 black cross · h3 black cross · a2 white bishop · g2 white king · h2 black cross · g1 black cross · h1 black cross | f8 black rook · c5 black cross · e5 black cross · d4 black king · e4 black cross · c3 black cross · d3 black cross · e3 black cross · g3 black cross · h3 black cross · a2 white bishop · g2 white king · h2 black cross · g1 black cross · h1 black cross | f8 black rook · c5 black cross · e5 black cross · d4 black king · e4 black cross · c3 black cross · d3 black cross · e3 black cross · g3 black cross · h3 black cross · a2 white bishop · g2 white king · h2 black cross · g1 black cross · h1 black cross | f8 black rook · c5 black cross · e5 black cross · d4 black king · e4 black cross · c3 black cross · d3 black cross · e3 black cross · g3 black cross · h3 black cross · a2 white bishop · g2 white king · h2 black cross · g1 black cross · h1 black cross | 6 |
| 5 | f8 black rook · c5 black cross · e5 black cross · d4 black king · e4 black cross · c3 black cross · d3 black cross · e3 black cross · g3 black cross · h3 black cross · a2 white bishop · g2 white king · h2 black cross · g1 black cross · h1 black cross | f8 black rook · c5 black cross · e5 black cross · d4 black king · e4 black cross · c3 black cross · d3 black cross · e3 black cross · g3 black cross · h3 black cross · a2 white bishop · g2 white king · h2 black cross · g1 black cross · h1 black cross | f8 black rook · c5 black cross · e5 black cross · d4 black king · e4 black cross · c3 black cross · d3 black cross · e3 black cross · g3 black cross · h3 black cross · a2 white bishop · g2 white king · h2 black cross · g1 black cross · h1 black cross | f8 black rook · c5 black cross · e5 black cross · d4 black king · e4 black cross · c3 black cross · d3 black cross · e3 black cross · g3 black cross · h3 black cross · a2 white bishop · g2 white king · h2 black cross · g1 black cross · h1 black cross | f8 black rook · c5 black cross · e5 black cross · d4 black king · e4 black cross · c3 black cross · d3 black cross · e3 black cross · g3 black cross · h3 black cross · a2 white bishop · g2 white king · h2 black cross · g1 black cross · h1 black cross | f8 black rook · c5 black cross · e5 black cross · d4 black king · e4 black cross · c3 black cross · d3 black cross · e3 black cross · g3 black cross · h3 black cross · a2 white bishop · g2 white king · h2 black cross · g1 black cross · h1 black cross | f8 black rook · c5 black cross · e5 black cross · d4 black king · e4 black cross · c3 black cross · d3 black cross · e3 black cross · g3 black cross · h3 black cross · a2 white bishop · g2 white king · h2 black cross · g1 black cross · h1 black cross | f8 black rook · c5 black cross · e5 black cross · d4 black king · e4 black cross · c3 black cross · d3 black cross · e3 black cross · g3 black cross · h3 black cross · a2 white bishop · g2 white king · h2 black cross · g1 black cross · h1 black cross | 5 |
| 4 | f8 black rook · c5 black cross · e5 black cross · d4 black king · e4 black cross · c3 black cross · d3 black cross · e3 black cross · g3 black cross · h3 black cross · a2 white bishop · g2 white king · h2 black cross · g1 black cross · h1 black cross | f8 black rook · c5 black cross · e5 black cross · d4 black king · e4 black cross · c3 black cross · d3 black cross · e3 black cross · g3 black cross · h3 black cross · a2 white bishop · g2 white king · h2 black cross · g1 black cross · h1 black cross | f8 black rook · c5 black cross · e5 black cross · d4 black king · e4 black cross · c3 black cross · d3 black cross · e3 black cross · g3 black cross · h3 black cross · a2 white bishop · g2 white king · h2 black cross · g1 black cross · h1 black cross | f8 black rook · c5 black cross · e5 black cross · d4 black king · e4 black cross · c3 black cross · d3 black cross · e3 black cross · g3 black cross · h3 black cross · a2 white bishop · g2 white king · h2 black cross · g1 black cross · h1 black cross | f8 black rook · c5 black cross · e5 black cross · d4 black king · e4 black cross · c3 black cross · d3 black cross · e3 black cross · g3 black cross · h3 black cross · a2 white bishop · g2 white king · h2 black cross · g1 black cross · h1 black cross | f8 black rook · c5 black cross · e5 black cross · d4 black king · e4 black cross · c3 black cross · d3 black cross · e3 black cross · g3 black cross · h3 black cross · a2 white bishop · g2 white king · h2 black cross · g1 black cross · h1 black cross | f8 black rook · c5 black cross · e5 black cross · d4 black king · e4 black cross · c3 black cross · d3 black cross · e3 black cross · g3 black cross · h3 black cross · a2 white bishop · g2 white king · h2 black cross · g1 black cross · h1 black cross | f8 black rook · c5 black cross · e5 black cross · d4 black king · e4 black cross · c3 black cross · d3 black cross · e3 black cross · g3 black cross · h3 black cross · a2 white bishop · g2 white king · h2 black cross · g1 black cross · h1 black cross | 4 |
| 3 | f8 black rook · c5 black cross · e5 black cross · d4 black king · e4 black cross · c3 black cross · d3 black cross · e3 black cross · g3 black cross · h3 black cross · a2 white bishop · g2 white king · h2 black cross · g1 black cross · h1 black cross | f8 black rook · c5 black cross · e5 black cross · d4 black king · e4 black cross · c3 black cross · d3 black cross · e3 black cross · g3 black cross · h3 black cross · a2 white bishop · g2 white king · h2 black cross · g1 black cross · h1 black cross | f8 black rook · c5 black cross · e5 black cross · d4 black king · e4 black cross · c3 black cross · d3 black cross · e3 black cross · g3 black cross · h3 black cross · a2 white bishop · g2 white king · h2 black cross · g1 black cross · h1 black cross | f8 black rook · c5 black cross · e5 black cross · d4 black king · e4 black cross · c3 black cross · d3 black cross · e3 black cross · g3 black cross · h3 black cross · a2 white bishop · g2 white king · h2 black cross · g1 black cross · h1 black cross | f8 black rook · c5 black cross · e5 black cross · d4 black king · e4 black cross · c3 black cross · d3 black cross · e3 black cross · g3 black cross · h3 black cross · a2 white bishop · g2 white king · h2 black cross · g1 black cross · h1 black cross | f8 black rook · c5 black cross · e5 black cross · d4 black king · e4 black cross · c3 black cross · d3 black cross · e3 black cross · g3 black cross · h3 black cross · a2 white bishop · g2 white king · h2 black cross · g1 black cross · h1 black cross | f8 black rook · c5 black cross · e5 black cross · d4 black king · e4 black cross · c3 black cross · d3 black cross · e3 black cross · g3 black cross · h3 black cross · a2 white bishop · g2 white king · h2 black cross · g1 black cross · h1 black cross | f8 black rook · c5 black cross · e5 black cross · d4 black king · e4 black cross · c3 black cross · d3 black cross · e3 black cross · g3 black cross · h3 black cross · a2 white bishop · g2 white king · h2 black cross · g1 black cross · h1 black cross | 3 |
| 2 | f8 black rook · c5 black cross · e5 black cross · d4 black king · e4 black cross · c3 black cross · d3 black cross · e3 black cross · g3 black cross · h3 black cross · a2 white bishop · g2 white king · h2 black cross · g1 black cross · h1 black cross | f8 black rook · c5 black cross · e5 black cross · d4 black king · e4 black cross · c3 black cross · d3 black cross · e3 black cross · g3 black cross · h3 black cross · a2 white bishop · g2 white king · h2 black cross · g1 black cross · h1 black cross | f8 black rook · c5 black cross · e5 black cross · d4 black king · e4 black cross · c3 black cross · d3 black cross · e3 black cross · g3 black cross · h3 black cross · a2 white bishop · g2 white king · h2 black cross · g1 black cross · h1 black cross | f8 black rook · c5 black cross · e5 black cross · d4 black king · e4 black cross · c3 black cross · d3 black cross · e3 black cross · g3 black cross · h3 black cross · a2 white bishop · g2 white king · h2 black cross · g1 black cross · h1 black cross | f8 black rook · c5 black cross · e5 black cross · d4 black king · e4 black cross · c3 black cross · d3 black cross · e3 black cross · g3 black cross · h3 black cross · a2 white bishop · g2 white king · h2 black cross · g1 black cross · h1 black cross | f8 black rook · c5 black cross · e5 black cross · d4 black king · e4 black cross · c3 black cross · d3 black cross · e3 black cross · g3 black cross · h3 black cross · a2 white bishop · g2 white king · h2 black cross · g1 black cross · h1 black cross | f8 black rook · c5 black cross · e5 black cross · d4 black king · e4 black cross · c3 black cross · d3 black cross · e3 black cross · g3 black cross · h3 black cross · a2 white bishop · g2 white king · h2 black cross · g1 black cross · h1 black cross | f8 black rook · c5 black cross · e5 black cross · d4 black king · e4 black cross · c3 black cross · d3 black cross · e3 black cross · g3 black cross · h3 black cross · a2 white bishop · g2 white king · h2 black cross · g1 black cross · h1 black cross | 2 |
| 1 | f8 black rook · c5 black cross · e5 black cross · d4 black king · e4 black cross · c3 black cross · d3 black cross · e3 black cross · g3 black cross · h3 black cross · a2 white bishop · g2 white king · h2 black cross · g1 black cross · h1 black cross | f8 black rook · c5 black cross · e5 black cross · d4 black king · e4 black cross · c3 black cross · d3 black cross · e3 black cross · g3 black cross · h3 black cross · a2 white bishop · g2 white king · h2 black cross · g1 black cross · h1 black cross | f8 black rook · c5 black cross · e5 black cross · d4 black king · e4 black cross · c3 black cross · d3 black cross · e3 black cross · g3 black cross · h3 black cross · a2 white bishop · g2 white king · h2 black cross · g1 black cross · h1 black cross | f8 black rook · c5 black cross · e5 black cross · d4 black king · e4 black cross · c3 black cross · d3 black cross · e3 black cross · g3 black cross · h3 black cross · a2 white bishop · g2 white king · h2 black cross · g1 black cross · h1 black cross | f8 black rook · c5 black cross · e5 black cross · d4 black king · e4 black cross · c3 black cross · d3 black cross · e3 black cross · g3 black cross · h3 black cross · a2 white bishop · g2 white king · h2 black cross · g1 black cross · h1 black cross | f8 black rook · c5 black cross · e5 black cross · d4 black king · e4 black cross · c3 black cross · d3 black cross · e3 black cross · g3 black cross · h3 black cross · a2 white bishop · g2 white king · h2 black cross · g1 black cross · h1 black cross | f8 black rook · c5 black cross · e5 black cross · d4 black king · e4 black cross · c3 black cross · d3 black cross · e3 black cross · g3 black cross · h3 black cross · a2 white bishop · g2 white king · h2 black cross · g1 black cross · h1 black cross | f8 black rook · c5 black cross · e5 black cross · d4 black king · e4 black cross · c3 black cross · d3 black cross · e3 black cross · g3 black cross · h3 black cross · a2 white bishop · g2 white king · h2 black cross · g1 black cross · h1 black cross | 1 |
|   | a | b | c | d | e | f | g | h |   |

## Кретање
Краљ може да се помера за по једно поље у свим правцима (хоризонтално, вертикално и дијагонално). Забрањено му је да се помери на поље које је нападнуто непријатељском фигуром (јер га ово ставља у шах позицију). Краљ једе (узима) противничку фигуру тако што се постави на поље које је до тада заузимала дотична фигура. Такође, заједно са топом, краљ може да изведе посебан покрет, назван рокада.
|   | a | b | c | d | e | f | g | h |   |
| 8 | a7 black pawn · b7 black pawn · d7 black cross · e7 black pawn · c6 black pawn · d6 black king · e6 black cross · f6 black bishop · a5 white pawn · d5 black pawn · d4 white pawn · g4 white pawn · b3 black queen · g3 white queen · h3 white pawn · f2 white pawn · g2 white king · h2 white pawn | a7 black pawn · b7 black pawn · d7 black cross · e7 black pawn · c6 black pawn · d6 black king · e6 black cross · f6 black bishop · a5 white pawn · d5 black pawn · d4 white pawn · g4 white pawn · b3 black queen · g3 white queen · h3 white pawn · f2 white pawn · g2 white king · h2 white pawn | a7 black pawn · b7 black pawn · d7 black cross · e7 black pawn · c6 black pawn · d6 black king · e6 black cross · f6 black bishop · a5 white pawn · d5 black pawn · d4 white pawn · g4 white pawn · b3 black queen · g3 white queen · h3 white pawn · f2 white pawn · g2 white king · h2 white pawn | a7 black pawn · b7 black pawn · d7 black cross · e7 black pawn · c6 black pawn · d6 black king · e6 black cross · f6 black bishop · a5 white pawn · d5 black pawn · d4 white pawn · g4 white pawn · b3 black queen · g3 white queen · h3 white pawn · f2 white pawn · g2 white king · h2 white pawn | a7 black pawn · b7 black pawn · d7 black cross · e7 black pawn · c6 black pawn · d6 black king · e6 black cross · f6 black bishop · a5 white pawn · d5 black pawn · d4 white pawn · g4 white pawn · b3 black queen · g3 white queen · h3 white pawn · f2 white pawn · g2 white king · h2 white pawn | a7 black pawn · b7 black pawn · d7 black cross · e7 black pawn · c6 black pawn · d6 black king · e6 black cross · f6 black bishop · a5 white pawn · d5 black pawn · d4 white pawn · g4 white pawn · b3 black queen · g3 white queen · h3 white pawn · f2 white pawn · g2 white king · h2 white pawn | a7 black pawn · b7 black pawn · d7 black cross · e7 black pawn · c6 black pawn · d6 black king · e6 black cross · f6 black bishop · a5 white pawn · d5 black pawn · d4 white pawn · g4 white pawn · b3 black queen · g3 white queen · h3 white pawn · f2 white pawn · g2 white king · h2 white pawn | a7 black pawn · b7 black pawn · d7 black cross · e7 black pawn · c6 black pawn · d6 black king · e6 black cross · f6 black bishop · a5 white pawn · d5 black pawn · d4 white pawn · g4 white pawn · b3 black queen · g3 white queen · h3 white pawn · f2 white pawn · g2 white king · h2 white pawn | 8 |
| 7 | a7 black pawn · b7 black pawn · d7 black cross · e7 black pawn · c6 black pawn · d6 black king · e6 black cross · f6 black bishop · a5 white pawn · d5 black pawn · d4 white pawn · g4 white pawn · b3 black queen · g3 white queen · h3 white pawn · f2 white pawn · g2 white king · h2 white pawn | a7 black pawn · b7 black pawn · d7 black cross · e7 black pawn · c6 black pawn · d6 black king · e6 black cross · f6 black bishop · a5 white pawn · d5 black pawn · d4 white pawn · g4 white pawn · b3 black queen · g3 white queen · h3 white pawn · f2 white pawn · g2 white king · h2 white pawn | a7 black pawn · b7 black pawn · d7 black cross · e7 black pawn · c6 black pawn · d6 black king · e6 black cross · f6 black bishop · a5 white pawn · d5 black pawn · d4 white pawn · g4 white pawn · b3 black queen · g3 white queen · h3 white pawn · f2 white pawn · g2 white king · h2 white pawn | a7 black pawn · b7 black pawn · d7 black cross · e7 black pawn · c6 black pawn · d6 black king · e6 black cross · f6 black bishop · a5 white pawn · d5 black pawn · d4 white pawn · g4 white pawn · b3 black queen · g3 white queen · h3 white pawn · f2 white pawn · g2 white king · h2 white pawn | a7 black pawn · b7 black pawn · d7 black cross · e7 black pawn · c6 black pawn · d6 black king · e6 black cross · f6 black bishop · a5 white pawn · d5 black pawn · d4 white pawn · g4 white pawn · b3 black queen · g3 white queen · h3 white pawn · f2 white pawn · g2 white king · h2 white pawn | a7 black pawn · b7 black pawn · d7 black cross · e7 black pawn · c6 black pawn · d6 black king · e6 black cross · f6 black bishop · a5 white pawn · d5 black pawn · d4 white pawn · g4 white pawn · b3 black queen · g3 white queen · h3 white pawn · f2 white pawn · g2 white king · h2 white pawn | a7 black pawn · b7 black pawn · d7 black cross · e7 black pawn · c6 black pawn · d6 black king · e6 black cross · f6 black bishop · a5 white pawn · d5 black pawn · d4 white pawn · g4 white pawn · b3 black queen · g3 white queen · h3 white pawn · f2 white pawn · g2 white king · h2 white pawn | a7 black pawn · b7 black pawn · d7 black cross · e7 black pawn · c6 black pawn · d6 black king · e6 black cross · f6 black bishop · a5 white pawn · d5 black pawn · d4 white pawn · g4 white pawn · b3 black queen · g3 white queen · h3 white pawn · f2 white pawn · g2 white king · h2 white pawn | 7 |
| 6 | a7 black pawn · b7 black pawn · d7 black cross · e7 black pawn · c6 black pawn · d6 black king · e6 black cross · f6 black bishop · a5 white pawn · d5 black pawn · d4 white pawn · g4 white pawn · b3 black queen · g3 white queen · h3 white pawn · f2 white pawn · g2 white king · h2 white pawn | a7 black pawn · b7 black pawn · d7 black cross · e7 black pawn · c6 black pawn · d6 black king · e6 black cross · f6 black bishop · a5 white pawn · d5 black pawn · d4 white pawn · g4 white pawn · b3 black queen · g3 white queen · h3 white pawn · f2 white pawn · g2 white king · h2 white pawn | a7 black pawn · b7 black pawn · d7 black cross · e7 black pawn · c6 black pawn · d6 black king · e6 black cross · f6 black bishop · a5 white pawn · d5 black pawn · d4 white pawn · g4 white pawn · b3 black queen · g3 white queen · h3 white pawn · f2 white pawn · g2 white king · h2 white pawn | a7 black pawn · b7 black pawn · d7 black cross · e7 black pawn · c6 black pawn · d6 black king · e6 black cross · f6 black bishop · a5 white pawn · d5 black pawn · d4 white pawn · g4 white pawn · b3 black queen · g3 white queen · h3 white pawn · f2 white pawn · g2 white king · h2 white pawn | a7 black pawn · b7 black pawn · d7 black cross · e7 black pawn · c6 black pawn · d6 black king · e6 black cross · f6 black bishop · a5 white pawn · d5 black pawn · d4 white pawn · g4 white pawn · b3 black queen · g3 white queen · h3 white pawn · f2 white pawn · g2 white king · h2 white pawn | a7 black pawn · b7 black pawn · d7 black cross · e7 black pawn · c6 black pawn · d6 black king · e6 black cross · f6 black bishop · a5 white pawn · d5 black pawn · d4 white pawn · g4 white pawn · b3 black queen · g3 white queen · h3 white pawn · f2 white pawn · g2 white king · h2 white pawn | a7 black pawn · b7 black pawn · d7 black cross · e7 black pawn · c6 black pawn · d6 black king · e6 black cross · f6 black bishop · a5 white pawn · d5 black pawn · d4 white pawn · g4 white pawn · b3 black queen · g3 white queen · h3 white pawn · f2 white pawn · g2 white king · h2 white pawn | a7 black pawn · b7 black pawn · d7 black cross · e7 black pawn · c6 black pawn · d6 black king · e6 black cross · f6 black bishop · a5 white pawn · d5 black pawn · d4 white pawn · g4 white pawn · b3 black queen · g3 white queen · h3 white pawn · f2 white pawn · g2 white king · h2 white pawn | 6 |
| 5 | a7 black pawn · b7 black pawn · d7 black cross · e7 black pawn · c6 black pawn · d6 black king · e6 black cross · f6 black bishop · a5 white pawn · d5 black pawn · d4 white pawn · g4 white pawn · b3 black queen · g3 white queen · h3 white pawn · f2 white pawn · g2 white king · h2 white pawn | a7 black pawn · b7 black pawn · d7 black cross · e7 black pawn · c6 black pawn · d6 black king · e6 black cross · f6 black bishop · a5 white pawn · d5 black pawn · d4 white pawn · g4 white pawn · b3 black queen · g3 white queen · h3 white pawn · f2 white pawn · g2 white king · h2 white pawn | a7 black pawn · b7 black pawn · d7 black cross · e7 black pawn · c6 black pawn · d6 black king · e6 black cross · f6 black bishop · a5 white pawn · d5 black pawn · d4 white pawn · g4 white pawn · b3 black queen · g3 white queen · h3 white pawn · f2 white pawn · g2 white king · h2 white pawn | a7 black pawn · b7 black pawn · d7 black cross · e7 black pawn · c6 black pawn · d6 black king · e6 black cross · f6 black bishop · a5 white pawn · d5 black pawn · d4 white pawn · g4 white pawn · b3 black queen · g3 white queen · h3 white pawn · f2 white pawn · g2 white king · h2 white pawn | a7 black pawn · b7 black pawn · d7 black cross · e7 black pawn · c6 black pawn · d6 black king · e6 black cross · f6 black bishop · a5 white pawn · d5 black pawn · d4 white pawn · g4 white pawn · b3 black queen · g3 white queen · h3 white pawn · f2 white pawn · g2 white king · h2 white pawn | a7 black pawn · b7 black pawn · d7 black cross · e7 black pawn · c6 black pawn · d6 black king · e6 black cross · f6 black bishop · a5 white pawn · d5 black pawn · d4 white pawn · g4 white pawn · b3 black queen · g3 white queen · h3 white pawn · f2 white pawn · g2 white king · h2 white pawn | a7 black pawn · b7 black pawn · d7 black cross · e7 black pawn · c6 black pawn · d6 black king · e6 black cross · f6 black bishop · a5 white pawn · d5 black pawn · d4 white pawn · g4 white pawn · b3 black queen · g3 white queen · h3 white pawn · f2 white pawn · g2 white king · h2 white pawn | a7 black pawn · b7 black pawn · d7 black cross · e7 black pawn · c6 black pawn · d6 black king · e6 black cross · f6 black bishop · a5 white pawn · d5 black pawn · d4 white pawn · g4 white pawn · b3 black queen · g3 white queen · h3 white pawn · f2 white pawn · g2 white king · h2 white pawn | 5 |
| 4 | a7 black pawn · b7 black pawn · d7 black cross · e7 black pawn · c6 black pawn · d6 black king · e6 black cross · f6 black bishop · a5 white pawn · d5 black pawn · d4 white pawn · g4 white pawn · b3 black queen · g3 white queen · h3 white pawn · f2 white pawn · g2 white king · h2 white pawn | a7 black pawn · b7 black pawn · d7 black cross · e7 black pawn · c6 black pawn · d6 black king · e6 black cross · f6 black bishop · a5 white pawn · d5 black pawn · d4 white pawn · g4 white pawn · b3 black queen · g3 white queen · h3 white pawn · f2 white pawn · g2 white king · h2 white pawn | a7 black pawn · b7 black pawn · d7 black cross · e7 black pawn · c6 black pawn · d6 black king · e6 black cross · f6 black bishop · a5 white pawn · d5 black pawn · d4 white pawn · g4 white pawn · b3 black queen · g3 white queen · h3 white pawn · f2 white pawn · g2 white king · h2 white pawn | a7 black pawn · b7 black pawn · d7 black cross · e7 black pawn · c6 black pawn · d6 black king · e6 black cross · f6 black bishop · a5 white pawn · d5 black pawn · d4 white pawn · g4 white pawn · b3 black queen · g3 white queen · h3 white pawn · f2 white pawn · g2 white king · h2 white pawn | a7 black pawn · b7 black pawn · d7 black cross · e7 black pawn · c6 black pawn · d6 black king · e6 black cross · f6 black bishop · a5 white pawn · d5 black pawn · d4 white pawn · g4 white pawn · b3 black queen · g3 white queen · h3 white pawn · f2 white pawn · g2 white king · h2 white pawn | a7 black pawn · b7 black pawn · d7 black cross · e7 black pawn · c6 black pawn · d6 black king · e6 black cross · f6 black bishop · a5 white pawn · d5 black pawn · d4 white pawn · g4 white pawn · b3 black queen · g3 white queen · h3 white pawn · f2 white pawn · g2 white king · h2 white pawn | a7 black pawn · b7 black pawn · d7 black cross · e7 black pawn · c6 black pawn · d6 black king · e6 black cross · f6 black bishop · a5 white pawn · d5 black pawn · d4 white pawn · g4 white pawn · b3 black queen · g3 white queen · h3 white pawn · f2 white pawn · g2 white king · h2 white pawn | a7 black pawn · b7 black pawn · d7 black cross · e7 black pawn · c6 black pawn · d6 black king · e6 black cross · f6 black bishop · a5 white pawn · d5 black pawn · d4 white pawn · g4 white pawn · b3 black queen · g3 white queen · h3 white pawn · f2 white pawn · g2 white king · h2 white pawn | 4 |
| 3 | a7 black pawn · b7 black pawn · d7 black cross · e7 black pawn · c6 black pawn · d6 black king · e6 black cross · f6 black bishop · a5 white pawn · d5 black pawn · d4 white pawn · g4 white pawn · b3 black queen · g3 white queen · h3 white pawn · f2 white pawn · g2 white king · h2 white pawn | a7 black pawn · b7 black pawn · d7 black cross · e7 black pawn · c6 black pawn · d6 black king · e6 black cross · f6 black bishop · a5 white pawn · d5 black pawn · d4 white pawn · g4 white pawn · b3 black queen · g3 white queen · h3 white pawn · f2 white pawn · g2 white king · h2 white pawn | a7 black pawn · b7 black pawn · d7 black cross · e7 black pawn · c6 black pawn · d6 black king · e6 black cross · f6 black bishop · a5 white pawn · d5 black pawn · d4 white pawn · g4 white pawn · b3 black queen · g3 white queen · h3 white pawn · f2 white pawn · g2 white king · h2 white pawn | a7 black pawn · b7 black pawn · d7 black cross · e7 black pawn · c6 black pawn · d6 black king · e6 black cross · f6 black bishop · a5 white pawn · d5 black pawn · d4 white pawn · g4 white pawn · b3 black queen · g3 white queen · h3 white pawn · f2 white pawn · g2 white king · h2 white pawn | a7 black pawn · b7 black pawn · d7 black cross · e7 black pawn · c6 black pawn · d6 black king · e6 black cross · f6 black bishop · a5 white pawn · d5 black pawn · d4 white pawn · g4 white pawn · b3 black queen · g3 white queen · h3 white pawn · f2 white pawn · g2 white king · h2 white pawn | a7 black pawn · b7 black pawn · d7 black cross · e7 black pawn · c6 black pawn · d6 black king · e6 black cross · f6 black bishop · a5 white pawn · d5 black pawn · d4 white pawn · g4 white pawn · b3 black queen · g3 white queen · h3 white pawn · f2 white pawn · g2 white king · h2 white pawn | a7 black pawn · b7 black pawn · d7 black cross · e7 black pawn · c6 black pawn · d6 black king · e6 black cross · f6 black bishop · a5 white pawn · d5 black pawn · d4 white pawn · g4 white pawn · b3 black queen · g3 white queen · h3 white pawn · f2 white pawn · g2 white king · h2 white pawn | a7 black pawn · b7 black pawn · d7 black cross · e7 black pawn · c6 black pawn · d6 black king · e6 black cross · f6 black bishop · a5 white pawn · d5 black pawn · d4 white pawn · g4 white pawn · b3 black queen · g3 white queen · h3 white pawn · f2 white pawn · g2 white king · h2 white pawn | 3 |
| 2 | a7 black pawn · b7 black pawn · d7 black cross · e7 black pawn · c6 black pawn · d6 black king · e6 black cross · f6 black bishop · a5 white pawn · d5 black pawn · d4 white pawn · g4 white pawn · b3 black queen · g3 white queen · h3 white pawn · f2 white pawn · g2 white king · h2 white pawn | a7 black pawn · b7 black pawn · d7 black cross · e7 black pawn · c6 black pawn · d6 black king · e6 black cross · f6 black bishop · a5 white pawn · d5 black pawn · d4 white pawn · g4 white pawn · b3 black queen · g3 white queen · h3 white pawn · f2 white pawn · g2 white king · h2 white pawn | a7 black pawn · b7 black pawn · d7 black cross · e7 black pawn · c6 black pawn · d6 black king · e6 black cross · f6 black bishop · a5 white pawn · d5 black pawn · d4 white pawn · g4 white pawn · b3 black queen · g3 white queen · h3 white pawn · f2 white pawn · g2 white king · h2 white pawn | a7 black pawn · b7 black pawn · d7 black cross · e7 black pawn · c6 black pawn · d6 black king · e6 black cross · f6 black bishop · a5 white pawn · d5 black pawn · d4 white pawn · g4 white pawn · b3 black queen · g3 white queen · h3 white pawn · f2 white pawn · g2 white king · h2 white pawn | a7 black pawn · b7 black pawn · d7 black cross · e7 black pawn · c6 black pawn · d6 black king · e6 black cross · f6 black bishop · a5 white pawn · d5 black pawn · d4 white pawn · g4 white pawn · b3 black queen · g3 white queen · h3 white pawn · f2 white pawn · g2 white king · h2 white pawn | a7 black pawn · b7 black pawn · d7 black cross · e7 black pawn · c6 black pawn · d6 black king · e6 black cross · f6 black bishop · a5 white pawn · d5 black pawn · d4 white pawn · g4 white pawn · b3 black queen · g3 white queen · h3 white pawn · f2 white pawn · g2 white king · h2 white pawn | a7 black pawn · b7 black pawn · d7 black cross · e7 black pawn · c6 black pawn · d6 black king · e6 black cross · f6 black bishop · a5 white pawn · d5 black pawn · d4 white pawn · g4 white pawn · b3 black queen · g3 white queen · h3 white pawn · f2 white pawn · g2 white king · h2 white pawn | a7 black pawn · b7 black pawn · d7 black cross · e7 black pawn · c6 black pawn · d6 black king · e6 black cross · f6 black bishop · a5 white pawn · d5 black pawn · d4 white pawn · g4 white pawn · b3 black queen · g3 white queen · h3 white pawn · f2 white pawn · g2 white king · h2 white pawn | 2 |
| 1 | a7 black pawn · b7 black pawn · d7 black cross · e7 black pawn · c6 black pawn · d6 black king · e6 black cross · f6 black bishop · a5 white pawn · d5 black pawn · d4 white pawn · g4 white pawn · b3 black queen · g3 white queen · h3 white pawn · f2 white pawn · g2 white king · h2 white pawn | a7 black pawn · b7 black pawn · d7 black cross · e7 black pawn · c6 black pawn · d6 black king · e6 black cross · f6 black bishop · a5 white pawn · d5 black pawn · d4 white pawn · g4 white pawn · b3 black queen · g3 white queen · h3 white pawn · f2 white pawn · g2 white king · h2 white pawn | a7 black pawn · b7 black pawn · d7 black cross · e7 black pawn · c6 black pawn · d6 black king · e6 black cross · f6 black bishop · a5 white pawn · d5 black pawn · d4 white pawn · g4 white pawn · b3 black queen · g3 white queen · h3 white pawn · f2 white pawn · g2 white king · h2 white pawn | a7 black pawn · b7 black pawn · d7 black cross · e7 black pawn · c6 black pawn · d6 black king · e6 black cross · f6 black bishop · a5 white pawn · d5 black pawn · d4 white pawn · g4 white pawn · b3 black queen · g3 white queen · h3 white pawn · f2 white pawn · g2 white king · h2 white pawn | a7 black pawn · b7 black pawn · d7 black cross · e7 black pawn · c6 black pawn · d6 black king · e6 black cross · f6 black bishop · a5 white pawn · d5 black pawn · d4 white pawn · g4 white pawn · b3 black queen · g3 white queen · h3 white pawn · f2 white pawn · g2 white king · h2 white pawn | a7 black pawn · b7 black pawn · d7 black cross · e7 black pawn · c6 black pawn · d6 black king · e6 black cross · f6 black bishop · a5 white pawn · d5 black pawn · d4 white pawn · g4 white pawn · b3 black queen · g3 white queen · h3 white pawn · f2 white pawn · g2 white king · h2 white pawn | a7 black pawn · b7 black pawn · d7 black cross · e7 black pawn · c6 black pawn · d6 black king · e6 black cross · f6 black bishop · a5 white pawn · d5 black pawn · d4 white pawn · g4 white pawn · b3 black queen · g3 white queen · h3 white pawn · f2 white pawn · g2 white king · h2 white pawn | a7 black pawn · b7 black pawn · d7 black cross · e7 black pawn · c6 black pawn · d6 black king · e6 black cross · f6 black bishop · a5 white pawn · d5 black pawn · d4 white pawn · g4 white pawn · b3 black queen · g3 white queen · h3 white pawn · f2 white pawn · g2 white king · h2 white pawn | 1 |
|   | a | b | c | d | e | f | g | h |   |

### Шах и шах-мат
Ако један играч нападне противничког краља, каже се да је краљ у шаху, и нападнути играч у следећем потезу мора да заштити краља, тако што ће га уклонити из опасне ситуације. Постоје три могућа начина да се краљ изведе из шаха:
- Повлачењем краља на неко поље које није под нападом
- Постављањем неке фигуре између краља који је „у шаху“ и фигуре која га напада (како би се прекинула линија напада)
- Узимањем фигуре која напада краља

Ако ниједан од ова три начина није могућ, краљ је доживео шах-мат и играч чији је то краљ је изгубио партију, јер му је заробљен краљ.
|   | a                                             | b                                             | c                                             | d                                             | e                                             | f                                             | g                                             | h                                             |   |
| 8 | e8 black king · e7 white pawn · d6 white king | e8 black king · e7 white pawn · d6 white king | e8 black king · e7 white pawn · d6 white king | e8 black king · e7 white pawn · d6 white king | e8 black king · e7 white pawn · d6 white king | e8 black king · e7 white pawn · d6 white king | e8 black king · e7 white pawn · d6 white king | e8 black king · e7 white pawn · d6 white king | 8 |
| 7 | e8 black king · e7 white pawn · d6 white king | e8 black king · e7 white pawn · d6 white king | e8 black king · e7 white pawn · d6 white king | e8 black king · e7 white pawn · d6 white king | e8 black king · e7 white pawn · d6 white king | e8 black king · e7 white pawn · d6 white king | e8 black king · e7 white pawn · d6 white king | e8 black king · e7 white pawn · d6 white king | 7 |
| 6 | e8 black king · e7 white pawn · d6 white king | e8 black king · e7 white pawn · d6 white king | e8 black king · e7 white pawn · d6 white king | e8 black king · e7 white pawn · d6 white king | e8 black king · e7 white pawn · d6 white king | e8 black king · e7 white pawn · d6 white king | e8 black king · e7 white pawn · d6 white king | e8 black king · e7 white pawn · d6 white king | 6 |
| 5 | e8 black king · e7 white pawn · d6 white king | e8 black king · e7 white pawn · d6 white king | e8 black king · e7 white pawn · d6 white king | e8 black king · e7 white pawn · d6 white king | e8 black king · e7 white pawn · d6 white king | e8 black king · e7 white pawn · d6 white king | e8 black king · e7 white pawn · d6 white king | e8 black king · e7 white pawn · d6 white king | 5 |
| 4 | e8 black king · e7 white pawn · d6 white king | e8 black king · e7 white pawn · d6 white king | e8 black king · e7 white pawn · d6 white king | e8 black king · e7 white pawn · d6 white king | e8 black king · e7 white pawn · d6 white king | e8 black king · e7 white pawn · d6 white king | e8 black king · e7 white pawn · d6 white king | e8 black king · e7 white pawn · d6 white king | 4 |
| 3 | e8 black king · e7 white pawn · d6 white king | e8 black king · e7 white pawn · d6 white king | e8 black king · e7 white pawn · d6 white king | e8 black king · e7 white pawn · d6 white king | e8 black king · e7 white pawn · d6 white king | e8 black king · e7 white pawn · d6 white king | e8 black king · e7 white pawn · d6 white king | e8 black king · e7 white pawn · d6 white king | 3 |
| 2 | e8 black king · e7 white pawn · d6 white king | e8 black king · e7 white pawn · d6 white king | e8 black king · e7 white pawn · d6 white king | e8 black king · e7 white pawn · d6 white king | e8 black king · e7 white pawn · d6 white king | e8 black king · e7 white pawn · d6 white king | e8 black king · e7 white pawn · d6 white king | e8 black king · e7 white pawn · d6 white king | 2 |
| 1 | e8 black king · e7 white pawn · d6 white king | e8 black king · e7 white pawn · d6 white king | e8 black king · e7 white pawn · d6 white king | e8 black king · e7 white pawn · d6 white king | e8 black king · e7 white pawn · d6 white king | e8 black king · e7 white pawn · d6 white king | e8 black king · e7 white pawn · d6 white king | e8 black king · e7 white pawn · d6 white king | 1 |
|   | a                                             | b                                             | c                                             | d                                             | e                                             | f                                             | g                                             | h                                             |   |

|   | a                                             | b                                             | c                                             | d                                             | e                                             | f                                             | g                                             | h                                             |   |
| 8 | e8 black king · e7 white pawn · e6 white king | e8 black king · e7 white pawn · e6 white king | e8 black king · e7 white pawn · e6 white king | e8 black king · e7 white pawn · e6 white king | e8 black king · e7 white pawn · e6 white king | e8 black king · e7 white pawn · e6 white king | e8 black king · e7 white pawn · e6 white king | e8 black king · e7 white pawn · e6 white king | 8 |
| 7 | e8 black king · e7 white pawn · e6 white king | e8 black king · e7 white pawn · e6 white king | e8 black king · e7 white pawn · e6 white king | e8 black king · e7 white pawn · e6 white king | e8 black king · e7 white pawn · e6 white king | e8 black king · e7 white pawn · e6 white king | e8 black king · e7 white pawn · e6 white king | e8 black king · e7 white pawn · e6 white king | 7 |
| 6 | e8 black king · e7 white pawn · e6 white king | e8 black king · e7 white pawn · e6 white king | e8 black king · e7 white pawn · e6 white king | e8 black king · e7 white pawn · e6 white king | e8 black king · e7 white pawn · e6 white king | e8 black king · e7 white pawn · e6 white king | e8 black king · e7 white pawn · e6 white king | e8 black king · e7 white pawn · e6 white king | 6 |
| 5 | e8 black king · e7 white pawn · e6 white king | e8 black king · e7 white pawn · e6 white king | e8 black king · e7 white pawn · e6 white king | e8 black king · e7 white pawn · e6 white king | e8 black king · e7 white pawn · e6 white king | e8 black king · e7 white pawn · e6 white king | e8 black king · e7 white pawn · e6 white king | e8 black king · e7 white pawn · e6 white king | 5 |
| 4 | e8 black king · e7 white pawn · e6 white king | e8 black king · e7 white pawn · e6 white king | e8 black king · e7 white pawn · e6 white king | e8 black king · e7 white pawn · e6 white king | e8 black king · e7 white pawn · e6 white king | e8 black king · e7 white pawn · e6 white king | e8 black king · e7 white pawn · e6 white king | e8 black king · e7 white pawn · e6 white king | 4 |
| 3 | e8 black king · e7 white pawn · e6 white king | e8 black king · e7 white pawn · e6 white king | e8 black king · e7 white pawn · e6 white king | e8 black king · e7 white pawn · e6 white king | e8 black king · e7 white pawn · e6 white king | e8 black king · e7 white pawn · e6 white king | e8 black king · e7 white pawn · e6 white king | e8 black king · e7 white pawn · e6 white king | 3 |
| 2 | e8 black king · e7 white pawn · e6 white king | e8 black king · e7 white pawn · e6 white king | e8 black king · e7 white pawn · e6 white king | e8 black king · e7 white pawn · e6 white king | e8 black king · e7 white pawn · e6 white king | e8 black king · e7 white pawn · e6 white king | e8 black king · e7 white pawn · e6 white king | e8 black king · e7 white pawn · e6 white king | 2 |
| 1 | e8 black king · e7 white pawn · e6 white king | e8 black king · e7 white pawn · e6 white king | e8 black king · e7 white pawn · e6 white king | e8 black king · e7 white pawn · e6 white king | e8 black king · e7 white pawn · e6 white king | e8 black king · e7 white pawn · e6 white king | e8 black king · e7 white pawn · e6 white king | e8 black king · e7 white pawn · e6 white king | 1 |
|   | a                                             | b                                             | c                                             | d                                             | e                                             | f                                             | g                                             | h                                             |   |

### Пат
Пат позиција настаје под одређеним околностима:
- Краљ није директно нападнут
- Играч који је на потезу не може играти било којом другом фигуром
- Сви валидни потези које играч који је на потезу може да повуче би довели његовог краља у шах позицију

Ако се ова пат позиција догоди, игра се завршава нерешеним исходом. Играч који има врло мало (или нимало) шансе да победи ће често покушати да се стави у пат позицију како би избегао пораз.

## Улога у игри
У отварању или средини игре, краљ ће ретко играти активну улогу у развијању офанзивних или дефанзивних позиција. Играч обично покушава да заштити краља на ивици табле, иза својих пешака. У завршници, међутим, краљ излази из скровишта и игра активну улогу као офанзивна фигура, и такође се користи да помогне напредовање преосталих пешака.
Тешко је проценити релативну вредност краља у односу на остале фигуре, јер не може бити поједен или замењен. У овом смислу, његова вредност је бесконачна. Али ако се процењује краљева корисност као офанзивне фигуре у завршници партије, често се сматра да је мало јачи од ловца или коња -- Ласкер му је у делу Lasker's Chess Primer доделио вредност скакача и пешака.